# Cristiano Doni
Cristiano Doni (Roma, 1 d'abril de 1973) és un futbolista italià, que ocupa la posició de migcampista atacant.
Després de militar a diversos equips modestos, hi debuta a la Série A a la campanya 98/99, a les files de la Brescia Calcio. Eixe any fitxa per l'Atalanta Bergamo, club en el qual ha passat la major part de la seua carrera esportiva. A la primera etapa, de cinc anys, hi va sumar 55 gols en 145 partits. Després d'una estada a la Sampdoria i al RCD Mallorca, de la primera divisió espanyola, el 2005 retorna al club de Bergamo, on ha marcat 34 gols en 79 partits.
Ha estat internacional amb la selecció italiana en set ocasions, tot marcant un gol. Hi va participar en el Mundial del 2002.